# Wołoczyska
Wołoczyska (ukr. Волочиськ, Wołoczyśk) – miasto na Ukrainie, w obwodzie chmielnickim, w rejonie chmielnickim.
Stacja kolejowa Wołoczyska położony na linii Odessa – Lwów.

## Położenie
Miasto leży na lewym brzegu Zbrucza, na Wyżynie Podolskiej.

## Gospodarka
W mieście rozwinął się przemysł maszynowy, metalowy, elektroniczny oraz spożywczy.

## Historia

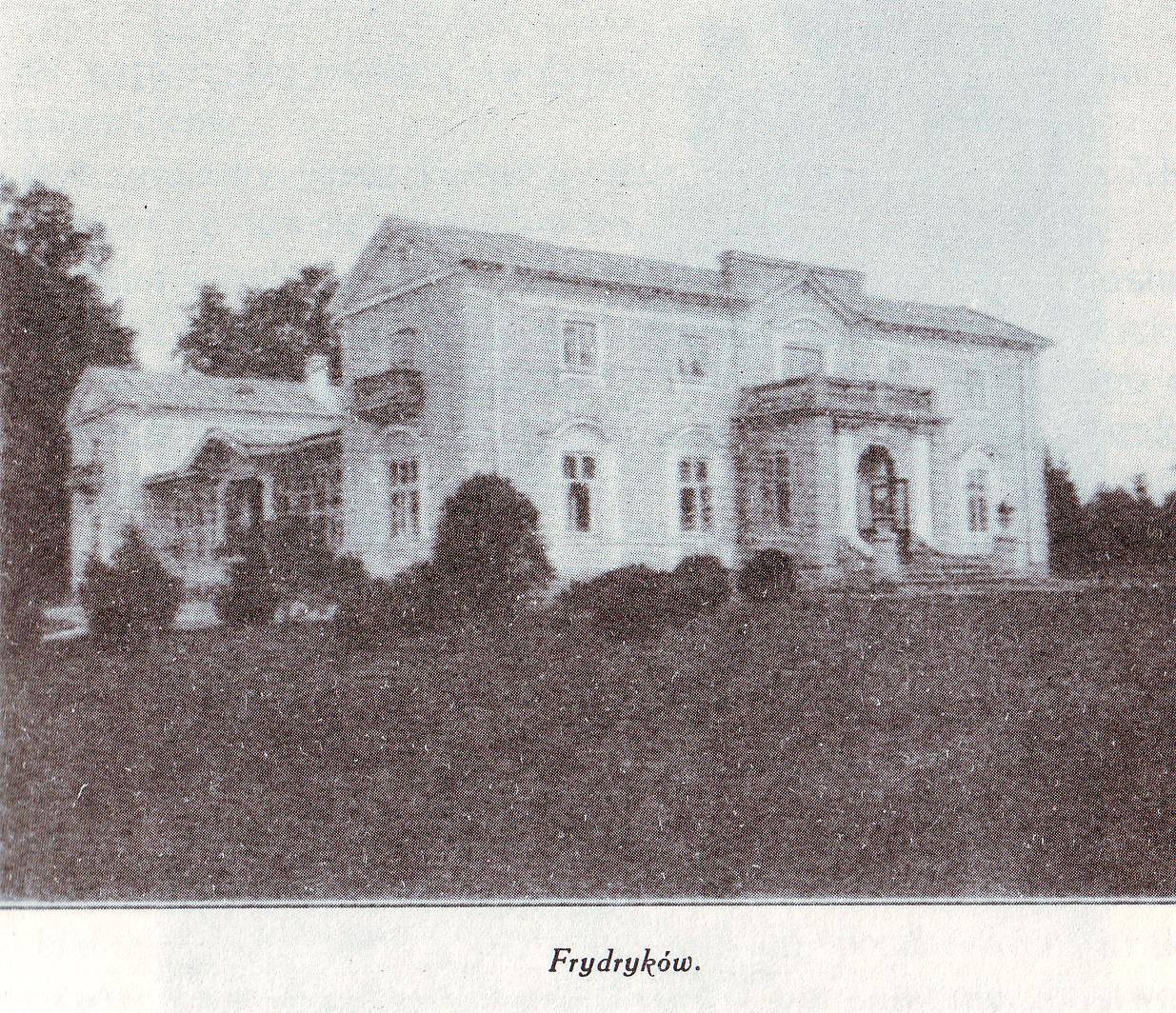
Pałac Moszyńskiego

Pierwsza wzmianka o miejscowości pochodzi z 1463. Wieś należała do Zbaraskich. Po śmierci Jerzego Zbaraskiego w 1631 wieś przeszła w ręce Wiśniowieckich, a w 1695 Potockich. W 1772 miejscowość zakupił Fryderyk Józef Moszyński. Założył tu bank, wzniósł szkołę i kościół oraz pałac w pobliskim Frydrykowie. Jego staraniem także król Stanisław August Poniatowski nadał w 1775 przywilej jarmarku.
Po rozbiorach Polski Wołoczyska były miejscowością przygraniczną w zaborze rosyjskim, a po drugiej stronie Zbrucza znajdowała się osada Podwołoczyska w zaborze austriackim. W XIX w. przeszły w posiadanie Szembeków, a następnie Ledóchowskich. W 1871 poprowadzono linię kolejową łączącą Lwów i Kijów, z przejściem granicznym w Wołoczyskach.
W Wołoczyskach urodził się Malbim – rabin i pisarz religijny żyjący w XIX wieku. Do września 1939 r. był to najdalej na zachód wysunięty punkt ZSRR. Po agresji ZSRR na Polskę w Wołoczyskach znajdował się sowiecki obóz przejściowy dla jeńców polskich, w którym więzieni byli m.in. Antoni Szymański, Zdzisław Peszkowski, Michał Żółtowski, Zygmunt Kusiak i Czesław Wojtyniak.
Status miasta od 1970.
W 1989 liczyło 23 985 mieszkańców.
W 2013 liczyło 19 619 mieszkańców. Do 2020 siedziba władz rejonu wołoczyskiego.

## Pałac
W miejscowości znajdował się piętrowy pałac wybudowany przez Moszyńskiego we Frydrykowie (obecnie część Wołoczysk), kryty dachem dwuspadowym, z portykiem od frontu, który podtrzymywał balkon na piętrze z balustradą. Do wejścia prowadziły schody. Budynek główny połączony był parterowym łącznikiem skierowanym do niego prostokątnie z budynkiem identycznym jak główny, położonym równolegle.